# Polystichum lepidocaulon
Polystichum lepidocaulon är en träjonväxtart som först beskrevs av William Jackson Hooker, och fick sitt nu gällande namn av John Smith. Polystichum lepidocaulon ingår i släktet Polystichum och familjen Dryopteridaceae. Inga underarter finns listade.